# Poecilotylus pictus
Poecilotylus pictus är en tvåvingeart som beskrevs av Willi Hennig 1937. Poecilotylus pictus ingår i släktet Poecilotylus och familjen skridflugor.
Artens utbredningsområde är Bolivia. Inga underarter finns listade i Catalogue of Life.